# Nucleo (neuroanatomia)

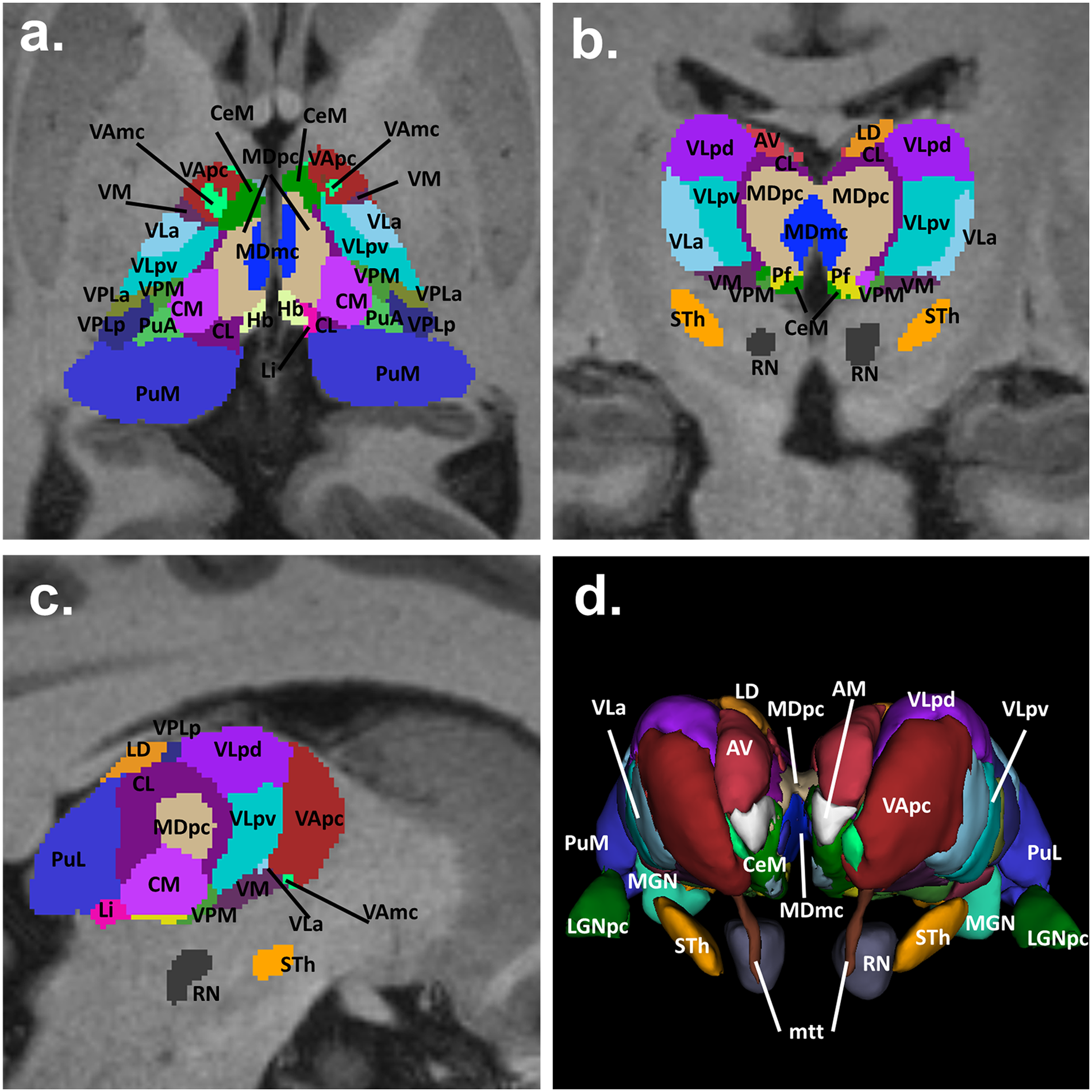
Vista assiale (a), coronale (b), sagittale (c) e 3D (d) dei nuclei talamici

In neuroanatomia, un nucleo è un gruppo di neuroni nel sistema nervoso centrale, situato in profondità all'interno degli emisferi cerebrali o del tronco cerebrale. I neuroni in un nucleo di solito hanno connessioni e funzioni simili, anche se non necessariamente la classificazione anatomica segue quella fisiologica. I nuclei sono collegati ad altri nuclei da fasci di assoni, che si estendono dai corpi cellulari.
Il nucleo è una delle due forme più comuni di organizzazione delle cellule nervose, mentre l'altra è costituita da strutture stratificate come la corteccia cerebrale o la corteccia cerebellare. Nelle sezioni anatomiche, un nucleo si presenta come una regione di materia grigia, spesso delimitata dalla materia bianca. Il cervello dei vertebrati contiene centinaia di nuclei distinguibili, che variano ampiamente per forma e dimensione. Un nucleo stesso può avere una struttura interna complessa, con più tipi di neuroni disposti in gruppi (subnuclei) o strati.
Il termine "nucleo" è in genere usato in anatomia per indicare semplicemente un gruppo di neuroni chiaramente distinto, anche se essi sono distribuiti su un'area estesa. Il nucleo reticolare del talamo, ad esempio, è piuttosto un sottile strato di neuroni inibitori che circonda il talamo.
Alcuni dei principali componenti anatomici del cervello sono organizzati come gruppi di nuclei interconnessi. Degni di nota sono il talamo e l'ipotalamo, ognuno dei quali contiene diverse dozzine di sottostrutture distinguibili. Anche il midollo allungato e il ponte contengono numerosi piccoli nuclei con un'ampia varietà di funzioni sensoriali, motorie e regolatorie.
Nel sistema nervoso periferico, un gruppo di corpi cellulari di neuroni (omologhi a un nucleo del SNC) è chiamato ganglio, e i fascicoli delle fibre nervose nel SNP sono chiamati nervi.